# Xã Deerfield, Quận Morgan, Ohio
Xã Deerfield (tiếng Anh: Deerfield Township) là một xã thuộc quận Morgan, tiểu bang Ohio, Hoa Kỳ. Năm 2010, dân số của xã này là 927 người.